# Lago di Madrano
Il lago di Madrano è un lago della provincia di Trento, situato nel comune di Pergine Valsugana e facente parte del bacino idrografico del torrente Fersina.

## Descrizione

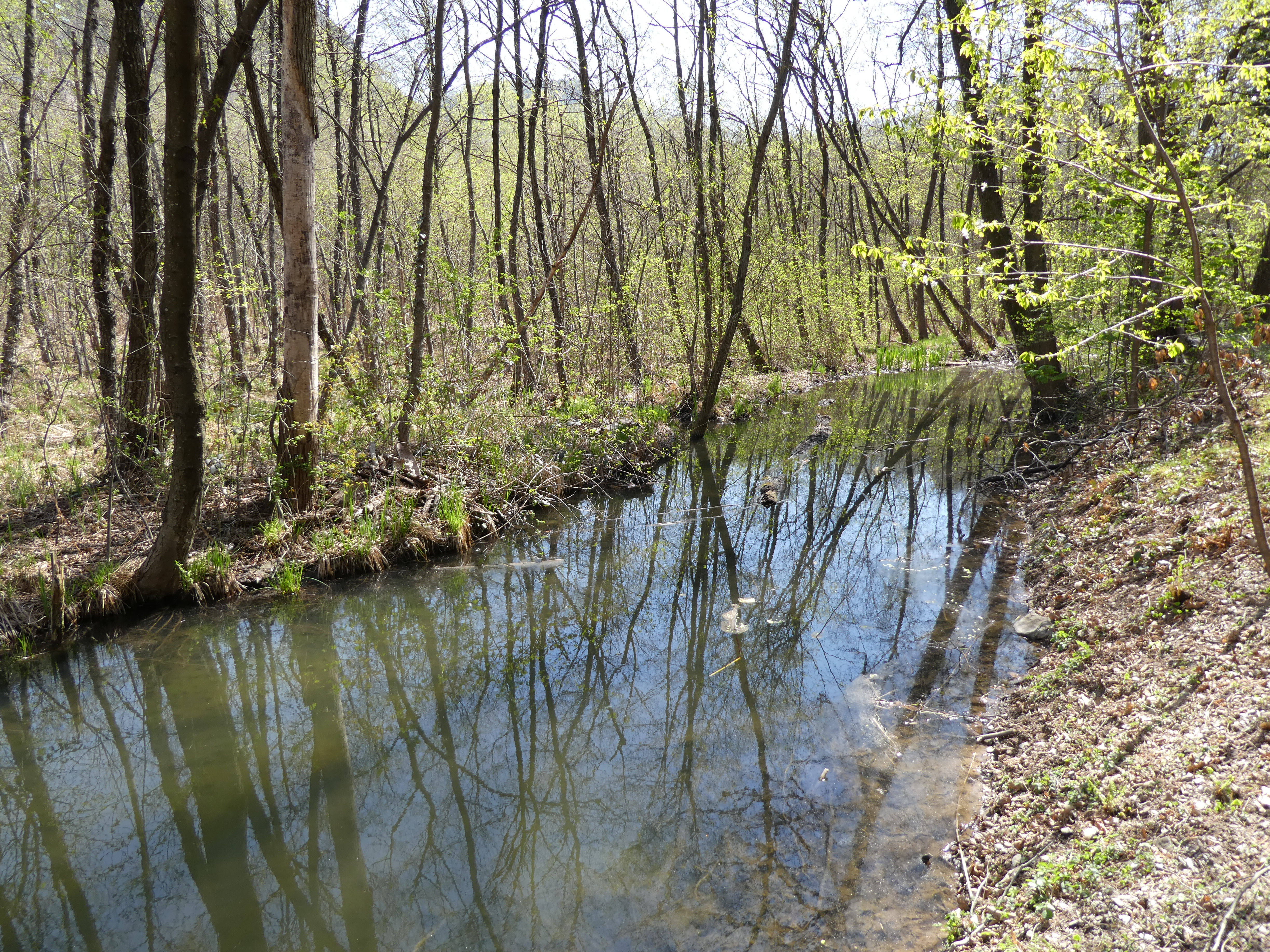
Il bosco igrofilo del lago

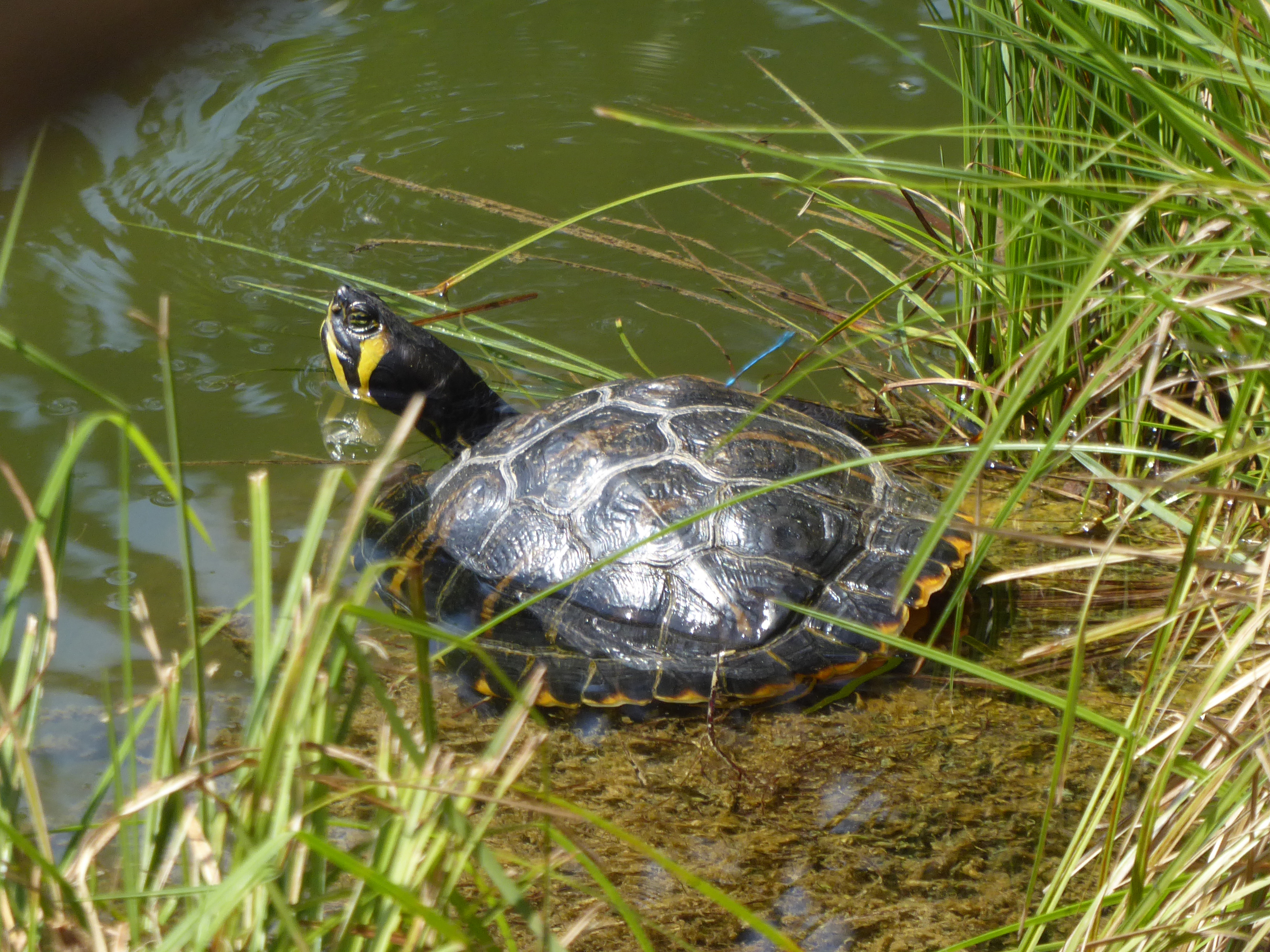
Un esemplare di Trachemys scripta scripta sulle rive del lago

Il lago è situato a nord-est dei paesi di Madrano, da cui prende il nome, e Canzolino; è collegato al vicino lago di Canzolino da un piccolo emissario sotterraneo. Il lago, dalle acque chiare e smeraldine, è occupato per tutta la metà meridionale da un bosco igrofilo, e vi sono canneti anche su parte delle altre sponde.
Così come il lago di Canzolino, anche il lago di Madrano è frequentato per la pesca; nelle sue acque vivono, tra gli altri, scardola, gardon, cavedano, alborella, pesce gatto, triotto, persico reale e persico trota. È inoltre presente una piccola popolazione di tartaruga palustre americana.